# Джоко, Упарин
Упарин Джоко (порт. Ouparine Djoco; род. 22 апреля 1998, Жювизи-сюр-Орж) — бисау-гвинейский футболист, нападающий клуба «Франс Борейн» и сборной Гвинеи-Бисау.

## Клубная карьера
Джоко — воспитанник французских клуба «Флери» и «Клермон». В 2018 году игрок дебютировал за дублирующий состав последних. 19 сентября 2020 года в матче против «Тулузы» он дебютировал в Лиге 2. По итогам сезона Упарин помог клубу выйти в элиту. 21 ноября 2021 года в матче против «Ниццы» он дебютировал в Лиге 1. В 2023 году Джоко на правах аренды перешёл в бельгийский «Франки Борены». 7 октября в матче против дублёров «Брюгге» он дебютировал в Челленджер Про Лига. 

## Международная карьера
17 ноября 2023 года в отборочном матче Кубка Африки 2023 против сборной Буркина-Фасо Джоко дебютировал за сборную Гвинеи-Бисау.
В 2024 году Джоко принял участие в Кубке Африки 2023 в Кот-д’Ивуаре. На турнире он сыграл в матчах против сборных Кот-д’Ивуара и Экваториальной Гвинеи.